# Беленькая, Дина Вадимовна
Дина Вадимовна Беленькая (род. 22 декабря 1993, Санкт-Петербург) — российская и израильская шахматистка, мастер спорта России по шахматам, гроссмейстер (2016) среди женщин.
Чемпионка России 2015 года по быстрым шахматам в команде. Бронзовый призёр Кубка России 2017.

## Биография
Дина Беленькая родилась в Санкт-Петербурге, научилась играть в шахматы в возрасте трёх лет благодаря своей маме, тренеру отделения шахмат СШОР-2 Калининского р-на г. СПБ Ковалевой Асе Владимировне. С 10 лет занимается у Праслова Андрея Сергеевича.
В 2018 году окончила Санкт-Петербургский государственный политехнический университет по направлению «прикладная лингвистика».
Дина Беленькая свободно владеет русским, английским и французским языками.

## Шахматная карьера
Профессиональная шахматная карьера Беленькой началась в 2011 году в Иванове, когда в возрасте 17 лет она выиграла Первую российскую лигу, набрав 8 очков из 9 и достигнув турнирного рейтинга (перформанса) 2549 — на одно очко меньше нормы гроссмейстера. В 2014 году в Авуане (Франция) Дина побила этот рекорд, заняв третье место в одном из open-турниров. Дина набрала 7 очков из 9, обыграв четырёх международных мастеров, и достигла турнирного рейтинга 2557.
В марте 2014 года она вошла в резервный состав сборной России.
В марте 2015 года Дина выиграла чемпионат Санкт-Петербурга по шахматам. Она завоевала этот титул во второй раз в 2018 году, а за тем 3-й - 2020 и 4-й - в 2021 году.
После очень сильного выступления на шахматном фестивале в Кондоме (2015) в сентябре 2016 года Беленькая получила звание гроссмейстера среди женщин. За этой победой последовал успех на Moscow Open 2017 (секция B), где она заняла 3-е место; количество набранных там очков было достаточным для того, чтобы пройти в финал Кубка России, где она заняла третье место.
Лучшее выступление Беленькой состоялось в феврале 2018 года, когда она обыграла Люка Макшейна, Чемпиона Англии с рейтингом 2643. В марте того же года она провела сеанс одновременной игры на 28 досках для игроков-любителей в турнире, организованном Французской шахматной федерацией в Байонне; она выиграла 24 партии.
В октябре 2018 года в составе шахматного клуба SSHOR заняла 4-е место в Кубке европейских клубов в Порто-Карасе (Греция).
В апреле 2019 года она заняла 22-е место на чемпионате Европы по шахматам среди женщин в турецкой Анталье и отобралась на Кубок мира по шахматам среди женщин 2021, где уступила в первом раунде Теодоре Иняц.

## Достижения
- Чемпионка Санкт-Петербурга среди женщин (2015, 2018, 2020, 2021 гг.), бронзовый призёр (2010, 2014 гг.), серебро (2016 г.);
- Бронзовый призёр Первенства России среди юниорок (2013 г.);
- Победительница первой лиги чемпионата России (2011 г.);
- Многократный призёр командного чемпионата России среди женщин в составе женской сборной команды Санкт-Петербурга (2015, 2016, 2017, 2019,2021 гг.) по классическим шахматам и быстрым шахматам, чемпионка России в составе сборной команды Санкт-Петербурга по блицу (2016 г.), 4 место в клубном чемпионате Европы в составе сборной команды СПб (2018 г.);
- Бронзовая медаль на финале кубка России среди женщин (2017 г.), бронзовая медаль в этапе кубка России среди женщин — Moscow Open (2017 г.);
- Многократная чемпионка Санкт-Петербурга среди ВУЗов в составе команды СПГПУ[4].
- С 2020 года ведет популярные шахматные эфиры на своем Twitch-канале на английском языке
- В 2021 году была официальным комментатором ФИДЕ на Кубке Мира в Сочи и Матче на Первенство Мира в Дубае.

## Примечательные партии
Беленькая победила Люка Макшейна на турнире Bunratty Masters open в 2018 году в Бунратти. Дебют четырёх коней (C47), 1-0.
Екатерина Ковалевская — Дина Беленькая, командный чемпионат России среди женщин, Сочи 2018, защита Каро
— Канн, разменный вариант (B13), 0-1
Ритвик Раджа — Дина Беленькая, Гибралтар 2019 (Гибралтар), принятый ферзевый гамбит (D27), 0-1

## Изменения рейтинга
| Графики недоступны из-за технических проблем. См. информацию на Фабрикаторе и на mediawiki.org. |